# Королевская аудиенсия Кито
Королевская аудиенсия и канцелярия Кито (исп. Audiencia y Cancillería Real de Quito) — суд апелляционной инстанции и административная структура в вице-королевстве Перу.
Королевский указ о выделении новой аудиенсии из состава аудиенсии Лимы был подписан испанским королём Филиппом II 29 августа 1563 года. Формально она подчинялась вице-королевству Перу, но в связи с большой удалённостью от Лимы президент Аудиенсии фактически являлся полновластным хозяином на территории современных Эквадора, южной Колумбии, северного Перу и северо-западной Бразилии.
В 1717 году для удобства администрирования из вице-королевства Перу было выделено вице-королевство Новая Гранада, и аудиенсия Кито перешла под его юрисдикцию, однако в 1723 году Новая Гранада была ликвидирована, и Аудиенсия Кито вернулась под юрисдикцию Перу. В 1729 году Новая Гранада была создана вновь, и Аудиенсия Кито оставалась в её составе вплоть до обретения независимости от Испании.
После образования Великой Колумбии подчинённая Аудиенсии территория была разделена на четыре департамента — Эквадор, Гуаякиль, Азуай и Каука. В 1830 году Эквадор, Гуаякиль и Азуай отделились от Великой Колумбии и образовали новое государство Эквадор.